# Т (слово ћирилице)
Слово Т је двадесет и друго слово српске ћирилице. Настало је преузимањем слова тау из грчког алфабета.